# Iomachus nitidus
Espèce
Iomachus nitidus est une espèce de scorpions de la famille des Hormuridae.

## Distribution
Cette espèce est endémique d'Andhra Pradesh en Inde. Elle se rencontre dans les Tirumala Hills vers Nellore.

## Description
La femelle holotype mesure 45 mm.

## Publication originale
- Pocock, 1900 : Arachnida. The fauna of British India, including Ceylon and Burma, London, p. 1-279 (texte intégral).